# Гришов потік
Гришов потік (словац. Hrišov potok) — річка в Словаччині, права притока Ладомірки, протікає в окрузі Свидник.
Довжина — 11,2—11,7 км. Витік знаходиться в масиві Лаборецька Верховина — на висоті 610 метрів. Протікає територією сіл Шарбов; Медведже; Кореївці та Гунківці.
Впадає в Ладомірку на висоті приблизно 290—295 метрів.